# Chico (Kalifornia)
Chico település az Amerikai Egyesült Államok Kalifornia államában, Butte megyében. Lakosainak száma 101 475 fő (2020. április 1.).

## Közlekedés

### Vasút
A települést napi egy pár Coast Starlight néven futó Amtrak távolsági vonatjárat érinti.

## Népesség
A település népességének változása:

| 2010 | 86 187  |
| 2020 | 101 475 |